# Prvanj
Prvanj (cyr. Првањ) – wieś w Bośni i Hercegowinie, w Republice Serbskiej, w gminie Čajniče. W 2013 roku liczyła 31 mieszkańców.